# 川上弘美
川上 弘美（かわかみ ひろみ、旧姓：山田、1958年4月1日 - ）は、日本の小説家。東京都生まれ。大学在学中よりSF雑誌に短編を寄稿、編集にもたずさわる。高校の生物科教員などを経て、1994年、短編「神様」でパスカル短篇文学新人賞を受賞。1996年「蛇を踏む」で芥川賞受賞。
幻想的な世界と日常が織り交ざった描写を得意とする。作品のおりなす世界観は「空気感」と呼ばれ、内田百閒の影響を受けた独特のものである。その他の主な作品に『溺レる』、『センセイの鞄』、『真鶴』、『水声』など。
俳人でもあり（デビューと前後し、ネットで知り合った仲間と俳句を始めた）小澤實主宰の『澤』に投句しているほか、長嶋有らとともに句誌『恒信風』で句作活動をしている。

## 経歴
東京都に生まれる。父親は東京大学教授（生物学）の山田晃弘。3歳のときに杉並区に移る。5歳から7歳までを父親の赴任先であるアメリカ合衆国で過ごす。公立小学校3年生のときに1学期間を休む病気にかかり、このときに家で児童文学を読み始めたことから読書家になる。5年生のときに雙葉小学校の編入試験を受け入学。雙葉中学校・高等学校を卒業後、お茶の水女子大学理学部生物学科に入学し、「お茶水女子大学SF研究会」に所属。同時期に松尾由美、のちの漫画家湯田伸子がメンバーにいた。
1980年、大学在学中に山野浩一発行・山田和子編集のニュー・ウェーブSF雑誌『季刊NW-SF』第15号にて、「小川項」名義の短編「累累」を掲載。次号第16号で旧姓「山田弘美」名義の短編「双翅目」を発表、また「女は自ら女を語る」という座談会にも編集者として加わっていた。
1980年に大学を卒業し、NW-SF社で働くが1982年『季刊NW-SF』が第18号で休刊。そのため、同年に田園調布雙葉中学校・高等学校で生物の教員となる。1986年までの4年間を勤め、退職。結婚し、2人の息子を出産した）。
1994年4月、「神様」でパソコン通信を利用したASAHIネット主催の第1回パスカル短篇文学新人賞を受賞。この回の選考委員は、井上ひさし、小林恭二、筒井康隆。
1ヵ月に1篇くらいのペースで小説を書き、アンソロジーの文庫『パスカルへの道』の担当者に原稿を送り続ける。そのうちのひとつ「物語が、始まる」が季刊誌『中央公論文芸特集』編集長の宮田毬栄の目にとまり、同誌に掲載されることになる。『中央公論文芸特集』1995年夏季号に掲載された「婆」が第113回芥川龍之介賞候補作品に選ばれた。
1996年に「蛇を踏む」で第115回芥川龍之介賞を受賞。1999年、『神様』で第9回紫式部文学賞、第9回Bunkamuraドゥマゴ文学賞（審査員：久世光彦）。2000年、『溺レる』で第11回伊藤整文学賞、第39回女流文学賞を受賞。
2001年に第37回谷崎潤一郎賞を受賞した『センセイの鞄』では、中年女性と初老の男性との淡い恋愛を描きベストセラーとなった。同作品はWOWOWのオリジナルドラマ制作プロジェクト「ドラマW」により、久世光彦監督の演出、小泉今日子・柄本明の共演でテレビドラマ化されている。
2007年、『真鶴（まなづる）』で芸術選奨文部科学大臣賞を受賞。なお、本作は箱入りの装幀が話題となり、担当した大久保明子は第38回講談社出版文化賞ブックデザイン賞を受賞している。
2009年に離婚。
2013年発表の2012年マン・アジア文学賞（Man Asian Literary Prize）において『センセイの鞄』の英訳(The Briefcase)が、ノーベル文学賞受賞者のオルハン・パムクのSilent Houseなど4作品と共に最終候補に残ったが、受賞は逃した。
2007年の第137回芥川賞から選考委員に就任。2023年現在、谷崎潤一郎賞の選考委員も務めている。また三島由紀夫賞の選考委員を、2007年度（第21回）～2018年度（第32回）まで務めた。
2015年、『水声』で第66回読売文学賞を受賞。
2016年、『大きな鳥にさらわれないよう』で第44回泉鏡花文学賞を受賞。
2019年、紫綬褒章受章。
2023年、『恋ははかない、あるいは、プールの底のステーキ』で第76回野間文芸賞を受賞。2025年、『大きな鳥にさらわれないよう』が国際ブッカー賞にノミネート。

## 作品

### 小説・物語

#### 単行本
- 『物語が、始まる』中央公論社、1996年（中公文庫、穂村弘解説、1999年）
- 『蛇を踏む』文藝春秋、1996年（文春文庫、松浦寿輝解説、1999年）
- 『いとしい』幻冬舎、1997年（幻冬舎文庫、宮田毬栄解説、2000年） - 書き下ろし
- 『神様』中央公論社、1998年（中公文庫、佐野洋子解説、2001年）
- 『溺レる』文藝春秋、1999年（文春文庫、種村季弘解説、2002年）
- 『おめでとう』新潮社、2000年（新潮文庫、池田澄子解説、2003年／文春文庫、2007年）
- 『椰子・椰子』 （山口マオ絵）小学館、1998年（新潮文庫、南伸坊解説、2001年） - 文庫版には書き下ろし作品「ぺたぺたさん」収録
- 『センセイの鞄』平凡社、2001年（文春文庫、木田元解説、2004年／新潮文庫、斎藤美奈子解説、2007年）
- 『パレード』（吉富貴子絵）平凡社、2002年（新潮文庫、鶴見俊輔解説、2007年） - 『センセイの鞄』の番外編
- 『龍宮』文藝春秋、2002年（文春文庫、川村二郎解説、2005年）
- 『光ってみえるもの、あれは』中央公論新社、2003年（中公文庫、2006年）
- 『ニシノユキヒコの恋と冒険』新潮社、2003年（新潮文庫、藤野千夜解説、2006年）
- 『古道具 中野商店』新潮社、2005年（新潮文庫、2008年）
- 『夜の公園』中央公論新社、2006年（中公文庫、2009年）
- 『ざらざら』マガジンハウス、2006年（新潮文庫、吉元由美解説、2011年）
- 『ハヅキさんのこと』講談社、2006年（講談社文庫、2009年）
- 『真鶴』文藝春秋、2006年（文春文庫、2009年）
- 『風花』集英社、2008年（集英社文庫、小池真理子解説、2011年）
- 『どこから行っても遠い町』新潮社、2008年（新潮文庫、松家仁之解説、2011年）
- 『これでよろしくて？』中央公論新社、2009年（中公文庫、2012年）
- 『パスタマシーンの幽霊』マガジンハウス、2010年（新潮文庫、高山なおみ解説、2013年）
- 句集『機嫌のいい犬』集英社、2010年
- 『天頂より少し下って』小学館、2011年（小学館文庫、平松洋子解説、2014年）
- 『神様 2011』講談社、2011年
- 『七夜物語』朝日新聞出版、2012年（朝日文庫にて上・中・下、村田沙耶香解説、2015年）
- 『なめらかで熱くて甘苦しくて』新潮社、2013年（新潮文庫、辻原登解説、2015年）
- 『猫を拾いに』マガジンハウス、2013年（新潮文庫、壇蜜解説、2018年）
- 『水声』文藝春秋、2014年（文春文庫、2007年）
- 『大きな鳥にさらわれないよう』講談社、2016年（講談社文庫、岸本佐知子解説、2019年）
- 『このあたりの人たち』スイッチ・パブリッシング、2016年（文春文庫、古川日出男解説、2019年）
- 『ぼくの死体をよろしくたのむ』小学館、2017年（新潮文庫、2022年）
- 『森へ行きましょう』日本経済新聞出版社、2017年（文春文庫、皆川明解説、2020年）
- 『某』幻冬舎 2019年（幻冬舎文庫、2021年）
- 『三度目の恋』中央公論新社、2020年（中公文庫、千早茜解説、2023年）
- 『恋ははかない、あるいは、プールの底のステーキ』講談社、2023年
- 『明日、晴れますように 続七夜物語』朝日新聞出版、2024年

#### 選集収録
- 「横倒し厳禁」 『LOVERS』 安達千夏ほか共著、祥伝社、2001年6月（祥伝社文庫、2003年9月）
- 「一実ちゃんのこと」『Teen Age』 角田光代ほか共著、双葉社、2004年11月 - 初出『小説推理』2001年6月号、双葉社
- 「ミナミさん」『人魚の鱗 Short Fantasy Stories ファンタジーの宝箱 vol.1』 産経新聞文化部編、全日出版、2004年9月
- 「天頂より少し下って」『恋愛小説』 新潮社、2005年1月（新潮文庫、2007年2月） - 初刊はサントリーウイスキーのおまけ『新潮ハーフブック』新潮社、2004年11月
- 「夜のドライブ」『あなたと、どこかへ。 eight short stories』 吉田修一ほか共著 文藝春秋、2005年5月 - 初出は日産TEANAスペシャル・サイト
- 「不本意だけど」『空を飛ぶ恋 ケータイがつなぐ28の物語』 新潮社編、新潮文庫、2006年6月
- 「春よ、来い」『Yuming Tribute Stories』柚木麻子ほか共著、新潮文庫、2022年7月
- 「アクティビティー太極拳」『Seven Stories 星が流れた夜の車窓から』井上荒野ほか共著 文藝春秋、2023年4月

### 評論・随筆

#### 単行本（評論・随筆）
- 『あるようなないような』 中央公論新社、1999年11月（中公文庫、2002年10月）
- 『なんとなくな日々』 岩波書店、2001年3月（新潮文庫、2009年）
- 『ゆっくりさよならをとなえる』 新潮社、2001年11月（新潮文庫、2004年12月）
- 『此処 彼処（ここ かしこ）』 日本経済新聞社、2005年10月（新潮文庫、2009年9月）
- 『晴れたり曇ったり』 講談社、2013年7月（講談社文庫、2017年）
- 『わたしの好きな季語』NHK出版、2020年11月

#### 選集収録（評論・随筆）
- 「へへん。」『花祭りとバーミヤンの大仏 ベスト・エッセイ2003』 日本文藝家協会編、光村図書出版、2003年
- 「うしろ頭」『母のキャラメル』 日本エッセイスト・クラブ編、文春文庫、2004年
- 「町内十番以内」『犬のため息 ベスト・エッセイ2004』 日本文藝家協会編、光村図書出版、2004年
- 「茗荷谷の鳥おじさん」『成り行きにまかせて ベスト・エッセイ2005』 日本文藝家協会編、光村図書出版、2005年
- 「ふいうち」『意地悪な人 ベスト・エッセイ2006』 日本文藝家協会編、光村図書出版、2006年

### 日記
- 『東京日記 卵一個ぶんのお祝い。』 （門馬則雄絵） 平凡社、2005年9月
- 『東京日記2 ほかに踊りを知らない。』 （門馬則雄絵） 平凡社、2007年11月
  - 『東京日記1+2：卵一個ぶんのお祝い。／ ほかに踊りを知らない。』集英社文庫、沼田真佑解説、2018年。
- 『東京日記3 ナマズの幸運。』 （門馬則雄絵） 平凡社、2011年1月
- 『東京日記4 不良になりました。』 （門馬則雄絵） 平凡社、2014年2月
- 『東京日記5 赤いゾンビ、青いゾンビ。』 （門馬則雄絵） 平凡社、2017年4月
- 『東京日記6 さよなら、ながいくん。 』 （門馬則雄絵） 平凡社、2021年3月
- 『東京日記7 館内すべてお雛さま。 』 （門馬則雄絵） 平凡社、2023年3月

### 対談
- 「面白さをきわめたい」『筒井康隆かく語りき』筒井康隆著、文芸社、1997年 - 筒井康隆との対談
- 「昆虫のお話」『経験を盗め』糸井重里著、中央公論新社、2002年 - 矢島稔、糸井重里との対談
- 『武田百合子』 河出書房新社〈KAWADE夢ムック〉2004年 - 村松友視との対談
- 「心の行方――科学的見方と宗教の人間観」『山折哲雄こころ塾』山折哲雄述、読売新聞大阪本社編、東方出版、2004年 - 山折哲雄との対談
- 「憧れの寿司屋の暖簾をくぐる幸福」『畏敬の食』小泉武夫著、講談社、2006年 - 小泉武夫との対談
- 「恋愛小説家の仕事」『田辺聖子全集 別巻 1』 田辺聖子ほか共著、2006年

### 文庫解説・書評
- 『暗闇のスキャナー』サンリオSF文庫（フィリップ・K・ディック著）1980年7月 - 山田弘美名義
- 『パプリカ』 中公文庫 （筒井康隆著） 1997年4月
- 『すいかの匂い』 新潮文庫 （江國香織著） 2000年7月
- 『謎の母』 新潮文庫 （久世光彦著） 2001年7月
- 『百鬼園随筆』 新潮文庫 （内田百閒著） 2002年5月
- 『ターン』 新潮文庫 （北村薫著） 2007年7月
- 『偶然の祝福』 角川文庫 （小川洋子著） 2004年1月
- 『パレード』 幻冬舎文庫 （吉田修一著） 2004年4月
- 『花芯』 講談社文庫 （瀬戸内寂聴著） 2005年2月
- 『大好きな本：川上弘美書評集』朝日新聞社、2007年9月／文春文庫、2010年。 - 朝日新聞、読売新聞での書評他を収録

### 翻訳
- 伊勢物語（池澤夏樹=個人編集『日本文学全集03』河出書房新社、2016年)
  - 『伊勢物語』河出文庫〈古典新訳コレクション〉、2023年。

## 作品提供

### 映画
- ニシノユキヒコの恋と冒険（井口奈己監督）2014年2月

### テレビドラマ
- センセイの鞄 （WOWOW放送・製作・発売、ビクターエンタテインメント販売、久世光彦監督） 2003年2月
- ユーミンストーリーズ「春よ、来い」（NHK総合「夜ドラ」）2024年3月18日 - 3月21日

## 関連資料
- 後藤繁雄『彼女たちは小説を書く』 メタローグ、2001年。 ISBN 978-4-8398-2025-1
- 土田知則・青柳悦子『文学理論のプラクティス：物語・アイデンティティ・越境 』新曜社〈ワードマップ〉、2001年。ISBN 978-4-7885-0761-6
- 『ユリイカ 』2003年9月臨時増刊号（総特集：川上弘美読本）青土社、2003年。ISBN 978-4-7917-0110-0
- 『文藝』2003年秋季号（特集：川上弘美）、河出書房新社[16]。
- 加藤典洋『小説の未来』 朝日新聞社、2004年。ISBN　978-4-02-257894-5
  - 同『小説の未来』講談社文芸文庫、2023年。ISBN　978-4-06-531960-4
- 『IN・POCKET』2004年9月号（特集：綾辻行人、川上弘美、村上春樹）講談社、2004年。
- 菅聡子編『女性作家《現在》』「国文学 解釈と鑑賞」別冊、至文堂、2004年。
- 原善編『川上弘美』 鼎書房〈現代女性作家読本〉、2005年。ISBN 978-4-907846-32-9
- Sashko Kopyl「川上弘美研究序論」、早稲田大学大学院文学研究科日本語日本文学コース・2010年度修士論文。